# Султанија Салиха Дилашуб
Салиха Дилашуб (тур. Saliha Dilaşu Sultan) била је султанија Османског царства и супруга султана Ибрахима I.

## Кратка биографија
Рођена је 1627, у сиромашној српској породици, као Катарина, што и у указује на то да је била српског порекла.
Поклоњена је новом Султану Ибрахиму I 1640.године. Већ наредне године рађа султанију Сафије (1641-након 1700).Следеће године рађа свог јединог сина Сулејмана.До 1646 године родиће још две кћери.
Након Ибрахимове смрти биће протерана у Стару палату где је провела скоро 40 година,док ће њен син бити смештен у принчев кавез. Није била у добрим односима са Валиде Турхан Хатиџе султанијом.
На престо султаније је дошла 1687. Заједно са султаном Ибрахимом I, је имала сина, Сулејмана II. У доба владавине њеног сина, је била Мајка султанија.
Умрла је 1689, поводом чега је завршена, њена владавина.